# Lacul Iezer, Munții Făgăraș
Lacul Iezer (monument al naturii) este o arie protejată de interes național ce corespunde categoriei a III-a IUCN (rezervație naturală de tip mixt), situată în județul Argeș, pe teritoriul administrativ al comunei Nucșoara.

## Descriere
Rezervația naturală declarată arie protejată prin Legea Nr.5 din 6 martie 2000 se află în Munții Făgăraș, și se întide pe o suprafață de 0,60 hectare.

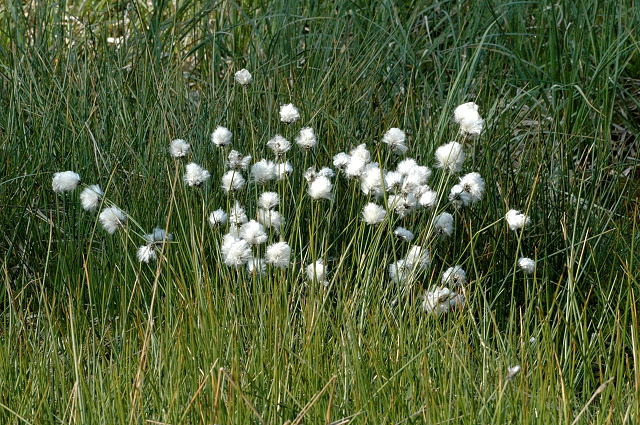
Bumbăcăriţă (Eriophorum vaginatum)

Aria naturală reprezintă un lac de origine glaciară, (lacul Iezeru Mare), împrejmuit de mlaștini oligotrofe, acoperite cu vegetație specifică zonelor umede, unde sunt întâlnite specii floristice de bumbăcăriță (Eriophorum vaginatum), gușa-porumbelului (Valeriana officinalis) sau covoare formate din mușchi de turbă.
Lacul Iezeru Mare este situat la altitudinea de 1.998 m, în apropierea Iezerului Mic. Are lungimea de 320 m, lățimea de 190 m, adâncimea maximă de 13,3 m, în partea de sud. 